# Euscelidia castanes
Euscelidia castanes är en tvåvingeart som beskrevs av Emile Janssens 1954. Euscelidia castanes ingår i släktet Euscelidia och familjen rovflugor.
Artens utbredningsområde är Kongo. Inga underarter finns listade i Catalogue of Life.